# Luísa Todi

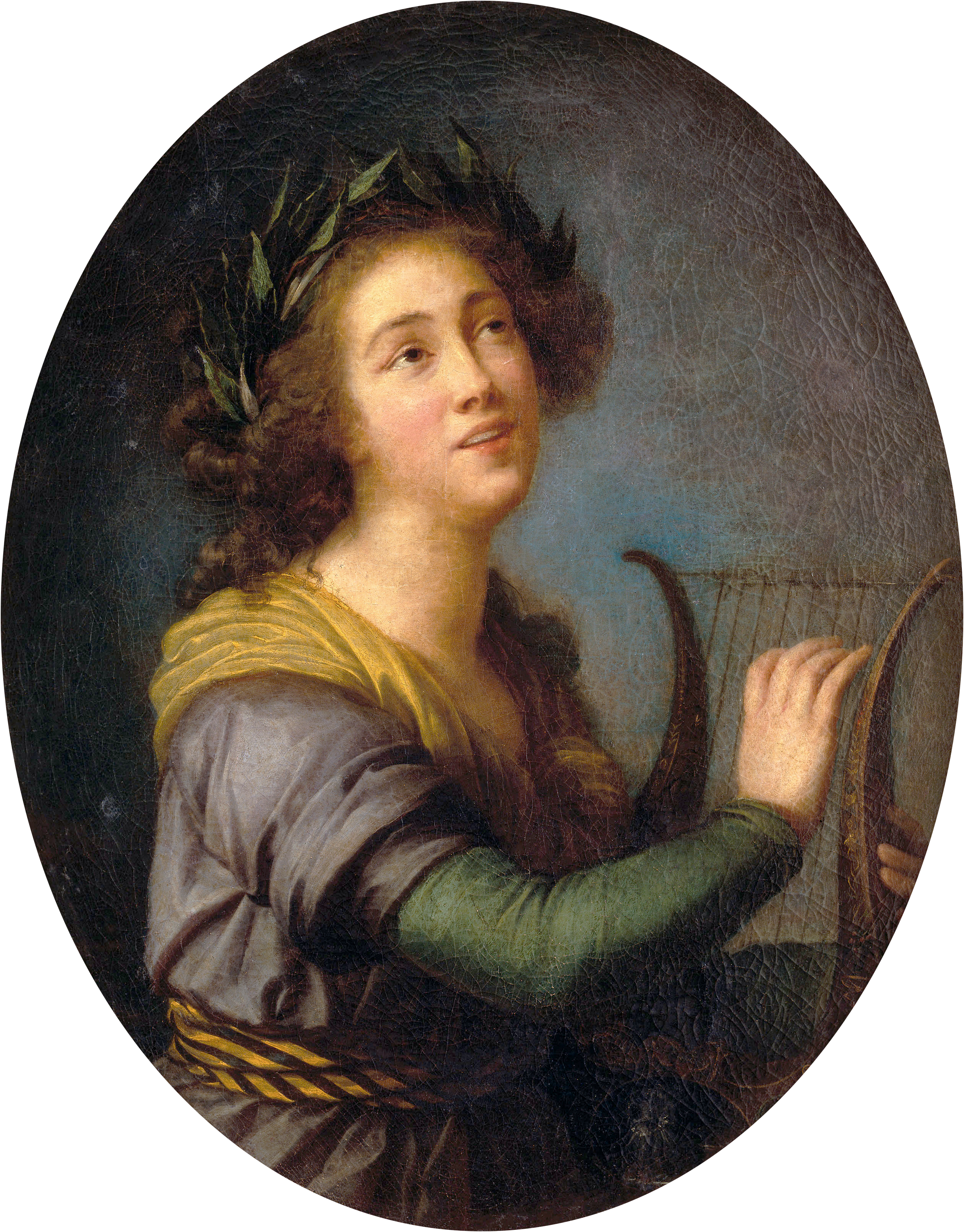

Luísa Rosa de Aguiar Todi (Setúbal, 9 de enero de 1753 - Lisboa, 1 de octubre de 1833) fue una célebre mezzosoprano portuguesa, con una voz potente y rica junto a un gran talento dramático.
Adoptó el apellido Todi al contraer matrimonio con el italiano Francesco Saverio Todi, al principio de su triunfal carrera artística. Fue discípula de Davide Perez, en Lisboa, y su fama comenzó en Madrid al cantar el 1777 la ópera Olimpiade de Paisiello. Dotada de una magnífica voz de mezzosoprano y de hermosa figura, además de un gran temperamento dramático, disfrutó durante muchos años del favor y la admiración sin límites de los públicos y de las principales cortes de Europa, siendo diversos años la artista predilecta de la emperatriz Catalina I de Rusia y del rey de Prusia. 
En París, donde actuaba compitiendo con la célebre Madama Mara, consiguió tener un entusiasta grupo de admiradores, los todistas, quienes se enfrentaban en la Ópera en encarnizadas batallas con los maristas o partidarios de la Mara, no cediendo en fuerza estas luchas artísticas a las famosas entre gluckistas y piccinistas.
Al contrario de lo que solía pasar con otras grandes artistas de su tiempo, la Todi dejó a su muerte una considerable fortuna, calculada entonces en un millón de francos, además de una gran cantidad de joyas, regalos en su mayor parte de reyes y magnates.